# Sematophyllum subhumile
Sematophyllum subhumile är en bladmossart som beskrevs av Fleischer 1923. Sematophyllum subhumile ingår i släktet Sematophyllum och familjen Sematophyllaceae. Inga underarter finns listade i Catalogue of Life.